# Kasteel Alanya

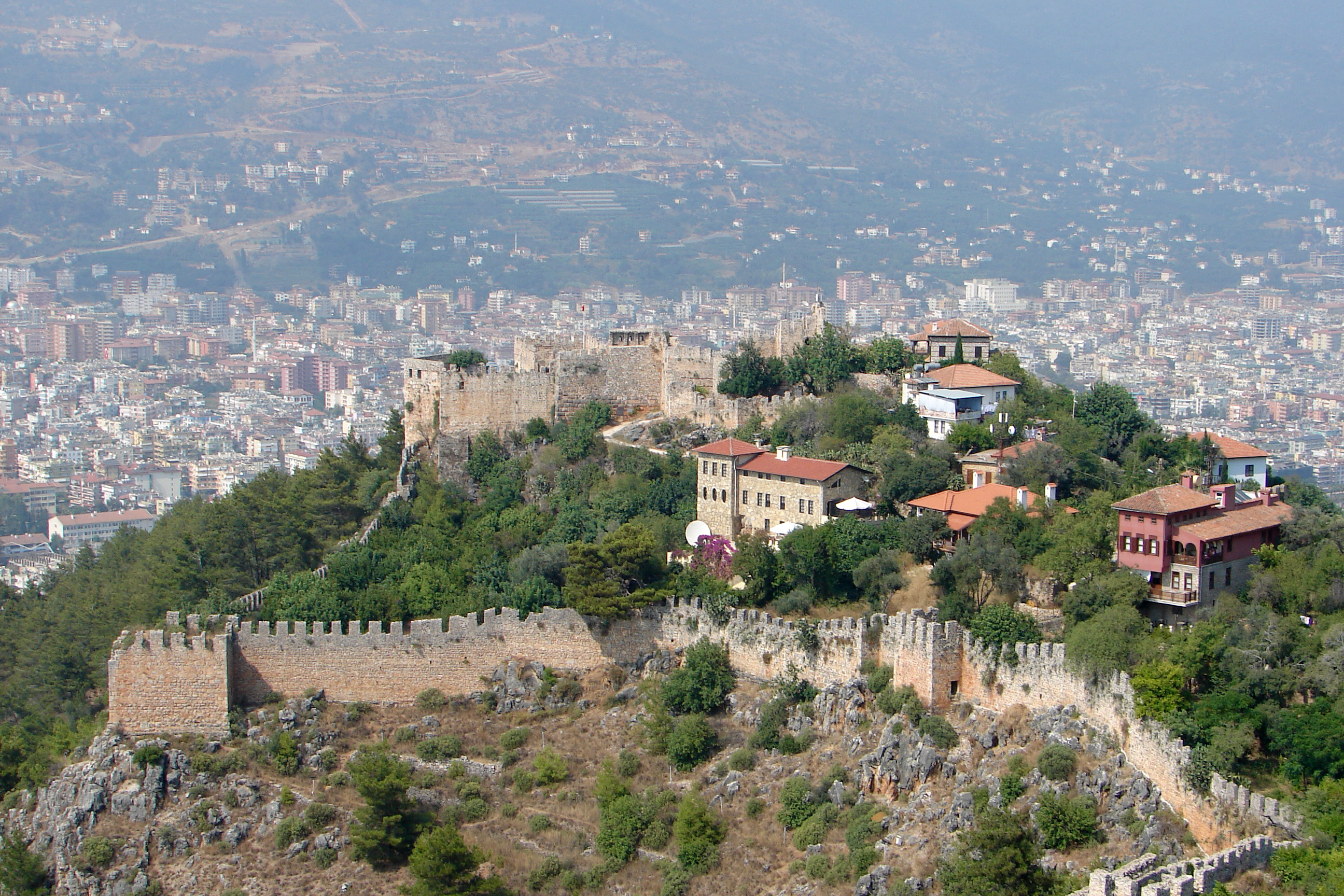
Het kasteel van bovenaf

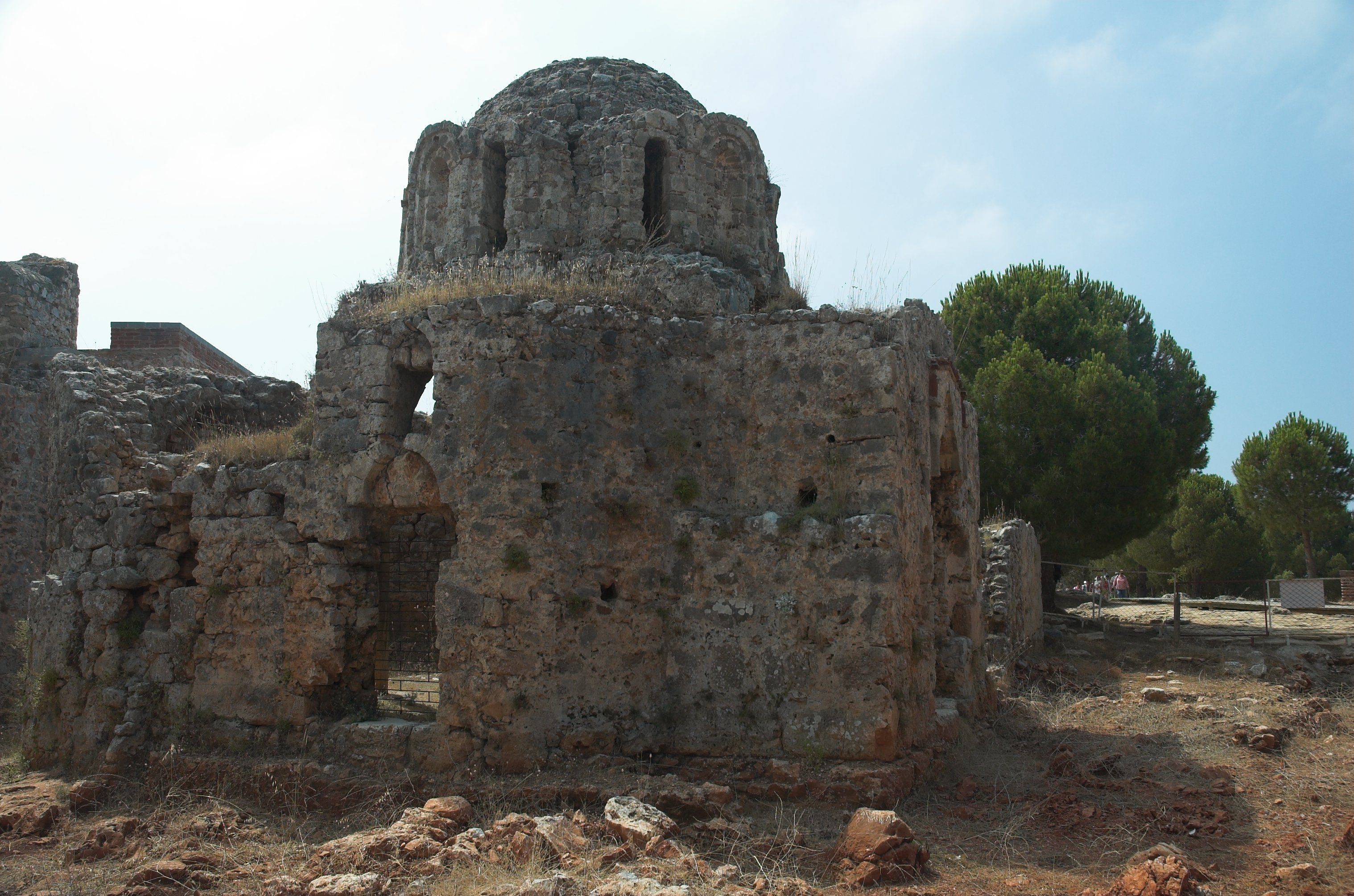
Byzantijnse kerk binnen de muren van kasteel Alanya

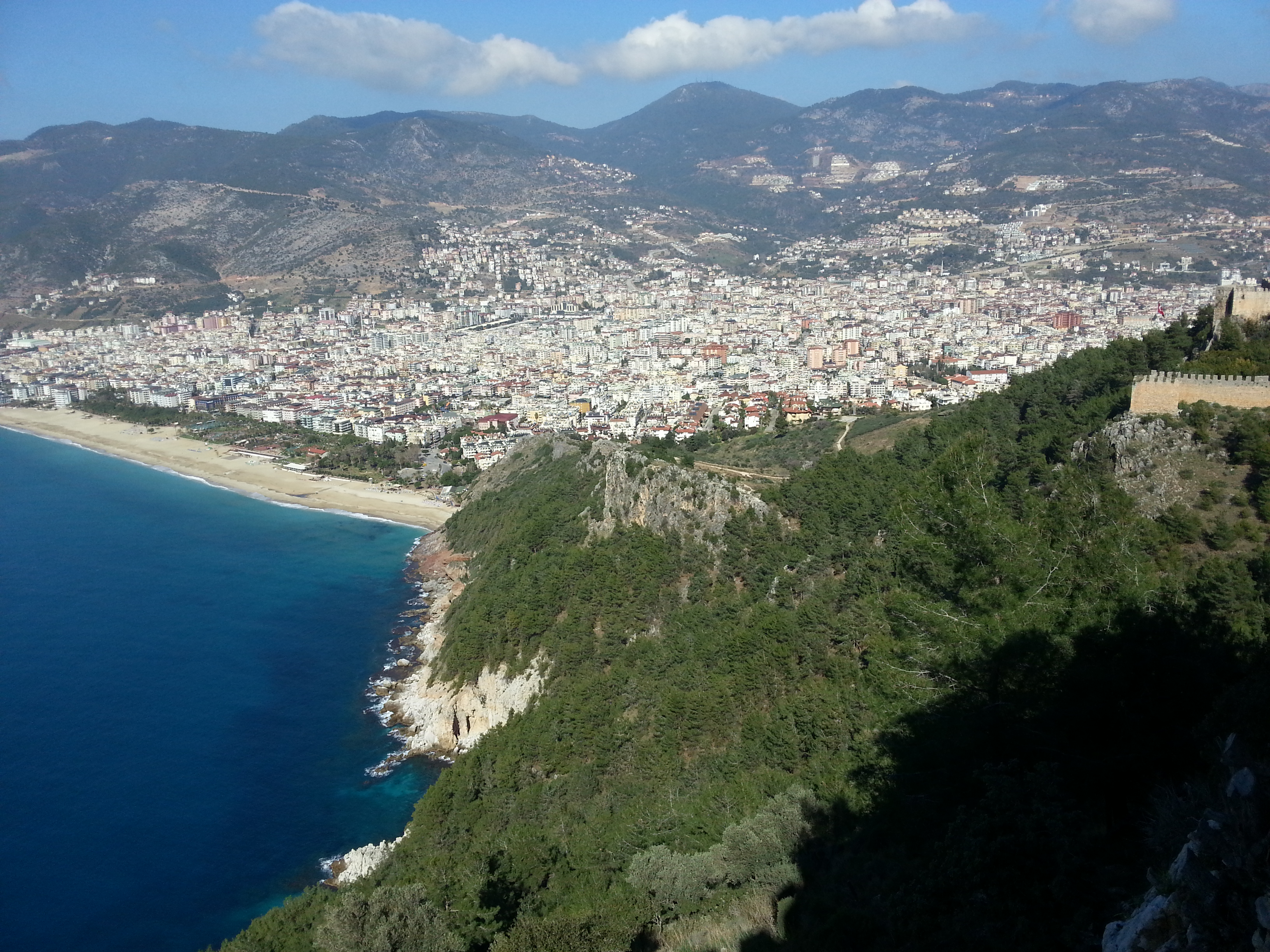
Het uitzicht vanaf het kasteel

Het Kasteel Alanya (Turks: Alanya Kalesi) is een middeleeuws kasteel gelegen ten zuiden van de Turkse stad Alanya. Het grootste gedeelte van het kasteel werd gebouwd in de 13e eeuw onder het Seltjoekse sultanaat Rûm. Na de verovering van de stad in 1220 door Alaeddin Keykubad I, werd het kasteel gebouwd als onderdeel van de grootschalige bouwcampagne van de verdedigingswerken waaronder ook het Kızıl Kule. Het kasteel werd gebouwd op de resten van eerdere Byzantijnse en Romeinse forten. Het kasteel ligt 250 meter hoog op een rotsachtig schiereiland in Middellandse Zee die het kasteel aan drie zijden beschermt, nadat het gebied werd gepacificeerd onder het Ottomaanse Rijk. Het kasteel verloor zijn verdedigingsfuctie en tal van villa's werden gebouwd binnen de muren gedurende de 19e eeuw. Vandaag de dag is het kasteel een openluchtmuseum.